# Borysthenes maculatus
Borysthenes maculatus är en insektsart som beskrevs av Matsumura 1914. Borysthenes maculatus ingår i släktet Borysthenes och familjen kilstritar. Inga underarter finns listade i Catalogue of Life.